# Schillingen
Schillingen è un comune di 1.224 abitanti della Renania-Palatinato, in Germania.
Appartiene al circondario di Treviri-Saarburg (targa TR) ed è parte della comunità amministrativa (Verbandsgemeinde) di Kell am See.